# Darıyeri Mengencik, Kaynaşlı
Darıyerimengencik là một xã thuộc huyện Kaynaşlı, tỉnh Düzce, Thổ Nhĩ Kỳ. Dân số thời điểm năm 2010 là 846 người.